# Erica umbelliflora
Erica umbelliflora är en ljungväxtart som beskrevs av Johann Friedrich Klotzsch och George Bentham. Erica umbelliflora ingår i släktet klockljungssläktet, och familjen ljungväxter. Inga underarter finns listade i Catalogue of Life.